# Дедунов, Павел Владимирович
Павел Владимирович Дедунов (род. 8 апреля 1990, Большой Камень, Приморский край) — российский хоккеист, нападающий. Мастер спорта России.

## Карьера
Воспитанник хабаровского хоккея. Начал профессиональную карьеру в 2009 году в составе «Амура», выступая до этого за его фарм-клуб. В своём дебютном сезоне провёл 17 матчей, не набрав в них ни одного очка, по окончании сезона продлил соглашение ещё на два года. В последующие два сезона Дедунов был одним из лидеров клуба Молодёжной хоккейной лиги «Амурские тигры», в 124 проведённых матчах записав на свой счёт 96 (52+44) результативных баллов; дважды принимал участие в Кубке Вызова в составе сборной «Запада». В марте 2012 года Дедунов после двухлетнего перерыва был вызван в состав «Амура» для участия в матчах плей-офф, проведя 4 игры, и набрав 1 (0+1) очко.
12 июня 2012 года подписал двухлетний контракт с череповецкой «Северсталью». 22 октября 2015 года был обменян в «Амур».
1 мая 2023 года перешёл из «Авангарда» в СКА, подписав контракт до конца сезона-2024/2025. 25 июля 2025 года был обменян в «Сочи»

### Международная
В составе сборной России Павел Дедунов принимал участие в молодёжном чемпионате мира 2010 года, на котором россияне вылетели уже на стадии 1/4 финала, а сам Дедунов не набрал ни одного очка в 6 проведённых матчах.

## Достижения
- Участник Кубка Вызова (2) 2011, 2012.
- Обладатель Кубка Гагарина 2021.

## Статистика
| Легенда | Легенда                    | Легенда | Легенда                   | Легенда | Легенда    |
| ------- | -------------------------- | ------- | ------------------------- | ------- | ---------- |
| И       | Количество проведённых игр | Штр     | Штрафное время            | +/−     | Плюс-минус |
| Г       | Голы                       | П       | Голевые передачи          | О       | Очки       |
| -       | Статистика неизвестна      | —       | Статистика не учитывалась |         |            |

### Клубная карьера
- a В этом сезоне в «Плей-офф» учитывается статистика игрока в Кубке Надежды.